# Episodi di Tropical-Rouge! Pretty Cure

Logo occidentale della serie

Lista degli episodi di Tropical-Rouge! Pretty Cure, diciottesima serie anime di Pretty Cure, trasmessa in Giappone su TV Asahi dal 28 febbraio 2021 al 30 gennaio 2022. In Italia è inedita.
La sigla originale di apertura, Viva! Spark! Tropical-Rouge! Precure (Ｖｉｖａ！Ｓｐａｒｋ！トロピカル～ジュ！プリキュア?), è cantata da Machico per gli ep. 1-18 e in aggiunta del coro del Tropical Club composto dalle doppiatrici di Cure Summer, Cure Coral, Cure Papaya, Cure Flamingo e Cure La·Mer (Fairouz Ai, Yumiri Hanamori, Yui Ishikawa, Asami Setō, Rina Hidaka) per gli ep. 19-46, mentre quelle di chiusura, Tropica I-N-G (トロピカ Ｉ・Ｎ・Ｇ?) per gli ep. 1-3; 6-16 da Chihaya Yoshitake e Akogare Go My Way!! (あこがれ Ｇｏ Ｍｙ Ｗａｙ！！?) per gli ep. 17-32; 37-46 in aggiunta Rie Kitagawa.
Negli episodi 4-5, in occasione dell'uscita al cinema del ventinovesimo film del franchise, la sigla finale è un medley della seconda sigla di chiusura della diciassettesima serie e la prima di chiusura della diciottesima, Everybody ☆ Healin' GooDay! & Tropica I-N-G - Ending relay (エビバディ☆ヒーリングッデイ！＆トロピカ Ｉ・Ｎ・Ｇ エンディングリレー?), cantato da Kanako Miyamoto e Chihaya Yoshitake. Dall'episodio 33 al 36, invece, con l'uscita al cinema del film della serie, viene utilizzata come sigla finale Shantia ~Shiawase no kuni~ (シャンティア～しあわせのくに～?), cantata dalle doppiatrici delle Tropical-Rouge! (Fairouz Ai, Yumiri Hanamori, Yui Ishikawa, Asami Setō e Rina Hidaka) e delle HeartCatch (Nana Mizuki, Fumie Mizusawa, Hōko Kuwashima e Aya Hisakawa). Nell'episodio 33, per celebrarne la trama dedicata a raccontare dieci brevi storie in una, la sigla iniziale viene cantata soltanto dal Tropical Club. Nell'episodio 46 quella finale è intervallata da diverse immagini che mostrano i personaggi nell'epilogo della storia.

## Lista episodi
| Nº | Titolo italiano (traduzione letterale) Giapponese 「Kanji」 - Rōmaji | In onda           | In onda |
| Nº | Titolo italiano (traduzione letterale) Giapponese 「Kanji」 - Rōmaji | Giapponese        |         |
| 1  | Tropical! Motivata al massimo! Cure Summer! 「トロピカれ！やる気全開！キュアサマー！」 - Toropikare! Yaruki zenkai! Kyua Samā! | 28 febbraio 2021  |         |
| 1  | Manatsu Natsuumi è una ragazza energica che si trasferisce dall'isola di Minamino, dove viveva col padre, alla città di Aozora per stare dalla madre, impiegata presso l'acquario locale. Nel frattempo, nelle terre di Gran Ocean in fondo al mare, una sirena di nome Laura viene incaricata dalla sirena regina di trovare un'umana che possa aprire il Tropical Pact, diventando una Leggendaria Guerriera, per combattere la Strega della Procrastinazione. Manatsu è entusiasta all'idea di vivere in città e, mentre fa un giro, incontra Laura. Le due si rincontrano nuovamente quando uno scagnozzo della strega, Chongire, sferra un attacco con un mostro Yaraneeda che mette in pericolo anche Laura: la motivazione di Manatsu nel salvare Laura dalle grinfie del nemico fa reagire il cofanetto, creando un Heart Kuru Ring che lo possa aprire, e fa trasformare la ragazza nella Pretty Cure il cui punto di forza sono le labbra, Cure Summer. Una volta cacciato via il nemico e restituita la motivazione ai legittimi proprietari, Laura e Manatsu stringono amicizia; la strega dei fondali viene informata della situazione, ma decide di affrontare la questione in seguito. |                   |         |
| 2  | Manatsu e Laura! Quale cosa importante è la più importante? 「まなつとローラ！どっちのダイジが一番大事？」 - Manatsu to Rōra! Dotchi no daiji ga ichiban daiji? | 7 marzo 2021      |         |
| 3  | Credi in te stessa! Tanto carina! Cure Coral! 「自分を信じて！キュートいっぱい！キュアコーラル！」 - Jibun wo shinjite! Kyūto ippai! Kyua Kōraru! | 14 marzo 2021     |         |
| 4  | Effervescente Cure Papaya! Questa è la mia storia! 「はじけるキュアパパイア！これが私の物語！」 - Hajikeru Kyua Papaia! Kore ga watashi no monogatari! | 21 marzo 2021     |         |
| 5  | Appare la senpai! Brucia! Cure Flamingo! 「先輩参上！燃えろ！キュアフラミンゴ！」 - Senpai sanjō! Moero! Kyua Furamingo! | 28 marzo 2021     |         |
| 6  | Inizia adesso! Il suo nome è, Tropical Club! 「今はじまる！その名は、トロピカる部！」 - Ima hajimaru! Sono na wa, Toropikaru-bu! | 4 aprile 2021     |         |
| 7  | Arriva! La fatina del mare Kururun 「やってくる！海の妖精くるるん」 - Yattekuru! Umi no yōsei Kururun | 11 aprile 2021    |         |
| 8  | La prima attività del club! Diventiamo tropical con il cestino del pranzo! 「初めての部活！お弁当でトロピカっちゃえ！」 - Hajimete no bukatsu! Obentō de toropikacchae! | 18 aprile 2021    |         |
| 9  | Il make-up è magia? Tropical con un film! 「メイクは魔法？映画でトロピカる！」 - Meiku wa mahō? Eiga de toropikaru! | 25 aprile 2021    |         |
| 10 | Sovrapposte le motivazioni! Pretty Cure! Mix Tropical!! 「やる気重ねて！プリキュア！ミックストロピカル！！」 - Yaruki kasanete! Purikyua! Mikkusu Toropikaru!! | 2 maggio 2021     |         |
| 11 | Entusiasmatevi! L'arte della sabbia in riva al mare! 「もりあがれ！海辺のサンドアート！」 - Moriagare! Umibe no sandoāto! | 9 maggio 2021     |         |
| 12 | Confiscata! L'Aqua Pot viola le regole scolastiche!? 「没収！アクアポットは校則違反！？」 - Bosshū! Akua Potto wa kōsoku ihan!? | 16 maggio 2021    |         |
| 13 | Una trasmissione radio scolastica disastrosa! Risuona, canto delle sirene! 「ドタバタ校内放送！響け、人魚の歌！」 - Dotabata kōnai hōsō! Hibike, ningyo no uta! | 23 maggio 2021    |         |
| 14 | Lasciate fare a noi! Le insegnanti tropical alla scuola materna! 「おまかせ！保育園でトロピカ先生！」 - Omakase! Hoikuen de toropika sensei! | 30 maggio 2021    |         |
| 15 | Minori è Laura, e Laura è Minori!? 「みのりがローラで、ローラがみのり！？」 - Minori ga Rōra de, Rōra ga Minori!? | 6 giugno 2021     |         |
| 16 | La trappola della strega! Laura prigioniera! 「魔女の罠！囚われたローラ！」 - Majo no wana! Torawareta Rōra! | 13 giugno 2021    |         |
| 17 | Il miracolo della sirena! Trasformazione! Cure La·Mer! 「人魚の奇跡！変身！キュアラメール！」 - Ningyo no kiseki! Henshin! Kyua Ramēru! | 20 giugno 2021    |         |
| 18 | Posso camminare! Posso nuotare! La prima frequenza scolastica di Laura! 「歩くよ！泳ぐよ！ローラの初登校！」 - Aruku yo! Oyogu yo! Rōra no hatsu tōkō! | 27 giugno 2021    |         |
| 19 | Manatsu nel panico! I sette misteri della scuola! 「まなつパニック！学校の七不思議！」 - Manatsu panikku! Gakkō no nana fushigi! | 4 luglio 2021     |         |
| 20 | Detective Minorin! Il caso del melonpan scomparso! 「名探偵みのりん！消えたメロンパン事件！」 - Meitantei Minorin! Kieta meronpan jiken! | 11 luglio 2021    |         |
| 21 | Vacanze estive! Il piano del campo d'allenamento per il Tropical Club! 「夏休み！トロピカる部の合宿計画！」 - Natsuyasumi! Toropikaru-bu no gasshuku keikaku! | 18 luglio 2021    |         |
| 22 | Una grande avventura in segreto! Alla ricerca del tesoro della sirena! 「ヒミツの大冒険！人魚の宝を探せ！」 - Himitsu no daibōken! Ningyo no takara wo sagase! | 1º agosto 2021    |         |
| 23 | Il festival di Minamino! Diteci, il desiderio di Laura! 「南乃祭り！教えて、ローラの願いごと！」 - Minamino matsuri! Oshiete, Rōra no negaigoto! | 8 agosto 2021     |         |
| 24 | Battaglia a sangue caldo! Il Tropical Club contro il consiglio studentesco 「熱血バトル！トロピカる部ＶＳ生徒会」 - Nekketsu batoru! Toropikaru-bu tai seito-kai | 15 agosto 2021    |         |
| 25 | La strategia per il potenziamento della professoressa Sakuragawa! 「桜川先生パワーアップ大作戦！」 - Sakuragawa-sensei pawā appu daisakusen! | 22 agosto 2021    |         |
| 26 | Cieli limpidi! La notte della scintillante☆ pioggia di meteoriti 「晴れわたれ！キラキラ☆流星群の夜」 - Harewatare! Kirakira☆ ryūsei-gun no yoru | 29 agosto 2021    |         |
| 27 | La motivazione sta scomparendo? Il tour delle meraviglie dell'acquario! 「やる気が消える？水族館ふしぎツアー！」 - Yaruki ga kieru? Suizokukan fushigi tsuā! | 5 settembre 2021  |         |
| 28 | Festival culturale! Unite le forze, Aozora make! 「文化祭！力あわせて、あおぞらメイク！」 - Bunkasai! Chikara awasete, Aozora meiku! | 12 settembre 2021 |         |
| 29 | La leggenda che torna in vita! L'abbigliamento potenziato delle Pretty Cure! 「甦る伝説！プリキュアおめかしアップ！」 - Yomigaeru densetsu! Purikyua omekashi appu! | 19 settembre 2021 |         |
| 30 | Grandi elezioni! Laura fa la presidentessa del consiglio studentesco!? 「大選挙！ローラが生徒会長！？」 - Dai senkyo! Rōra ga seitokaichō!? | 26 settembre 2021 |         |
| 31 | Problemi sul treno! La gita scolastica di Asuka! 「トラブル列車！あすかの修学旅行！」 - Toraburu ressha! Asuka no shūgakuryokō! | 3 ottobre 2021    |         |
| 32 | Percorri la passerella! La sfilata di moda di Sango! 「駆けろランウェイ！さんごのファッションショー！」 - Kakero ranuei! Sango no fasshon shō! | 10 ottobre 2021   |         |
| 33 | Viva! Tropical in 10 parti! 「Ｖｉｖａ！１０本立てＤＥトロピカれ！」 - Viva! 10-pon date DE Toropikare! | 17 ottobre 2021   |         |
| 34 | I sogni sono infiniti! Cosa farai una volta diventata adulta? 「夢は無限大！大人になったら何になる？」 - Yume wa mugendai! Otona ni nattara nan ni naru? | 24 ottobre 2021   |         |
| 35 | Emozionante Halloween! Non perdere, Manatsu! 「わくわくハロウィン！負けるな、まなつ！」 - Wakuwaku Harouin! Makeru na, Manatsu! | 31 ottobre 2021   |         |
| 36 | Siamo qui! Il regno delle sirene: Gran Ocean! 「来たよ！人魚の国・グランオーシャン！」 - Kita yo! Ningyo no kuni: Guran Ōshan! | 14 novembre 2021  |         |
| 37 | Le memorie delle sirene! Recuperiamo l'anello del mare! 「人魚の記憶！海のリングを取り戻せ！」 - Ningyo no kioku! Umi no ringu wo torimodose! | 21 novembre 2021  |         |
| 38 | Decisivo! Lo smash sull'amicizia di Asuka! 「決めろ！あすかの友情スマッシュ！」 - Kimero! Asuka no yūjō sumasshu! | 28 novembre 2021  |         |
| 39 | Trovalo! Il palcoscenico brillante di Sango! 「みつけて！さんごのきらめく舞台！」 - Mitsukete! Sango no kirameku sutēji! | 5 dicembre 2021   |         |
| 40 | Tessila! La nuova storia di Minori! 「紡げ！みのりの新たな物語！」 - Tsumuge! Minori no aratana sutōrī! | 12 dicembre 2021  |         |
| 41 | L'assemblea! Tropical Club, a raccolta~! 「会議だよ！トロピカる部、集合～！」 - Kaigi da yo! Toropikaru-bu, shūgō~! | 19 dicembre 2021  |         |
| 42 | Attacco! Il più forte Yaraneeda! 「襲撃！最強のヤラネーダ！」 - Shūgeki! Saikyō no Yaranēda! | 26 dicembre 2021  |         |
| 43 | Infiltrarsi! La dimora della strega negli abissi! 「潜り込め！深海の魔女やしき！」 - Mogurikome! Shinkai no majo yashiki! | 9 gennaio 2022    |         |
| 44 | Ciò che è più importante per la strega 「魔女の一番大事なこと」 - Majo no ichiban daiji na koto | 16 gennaio 2022   |         |
| 45 | La decisiva grande battaglia motivazionale! Risplendi! Tropical Paradise! 「やる気大決戦！輝け！トロピカルパラダイス！」 - Yaruki daikessen! Kagayake! Toropikaru Paradaisu! | 23 gennaio 2022   |         |
| 46 | Tropical! Il nostro adesso! 「トロピカれ！わたしたちの今！」 - Toropikare! Watashi-tachi no ima! | 30 gennaio 2022   |         |